# Sokołowo (powiat gnieźnieński)
Sokołowo – wieś w Polsce położona w województwie wielkopolskim, w powiecie gnieźnieńskim, w gminie Witkowo.
Wieś duchowna, własność opata cystersów w Lądzie pod koniec XVI wieku leżała w powiecie gnieźnieńskim województwa kaliskiego. W latach 1975–1998 miejscowość należała administracyjnie do województwa konińskiego.